# Alkalurops

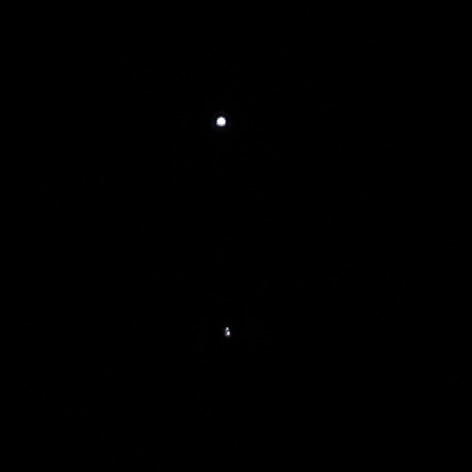
Anblick von My Bootis (Alkalurops) in einem kleinen Teleskop

Alkalurops (über das Arabische aus altgriechisch καλαύροψ kalaurops, „Hirtenstab“, wie ihn alte Sterngloben zeigen) ist der Eigenname des Sterns μ Bootis (My Bootis) im Sternbild Bärenhüter. Andere Namen für ihn sind: Clava, Icalurus, Inkalunis und Venabulum. Mit einer scheinbaren Gesamthelligkeit von 4,18m ist Alkalurops, der ein aus vier Komponenten bestehendes Sternsystem bildet, oft auch in der Stadt noch freiäugig sichtbar. Seine Entfernung von der Erde beträgt nach Parallaxen-Messungen der Raumsonde Gaia etwa 120 Lichtjahre.

## Vierfachsternsystem
Das Sternsystem besteht aus zwei am Himmel relativ weit (im Jahr 2023 etwa 109 Bogensekunden) voneinander entfernt stehenden Doppelsternen. Das primäre Paar A wird auch als μ1 Boo bezeichnet und ist ein von der Erde aus gesehen sehr enger Doppelstern, dessen Komponenten nur einen Abstand von 0,1 Bogensekunden voneinander aufweisen. Die Hauptkomponente Aa ist ein gelbweißer, 4,31m heller Unterriese der Spektralklasse F2 IV und besitzt etwa 1,6 Sonnenmassen. Ihre Oberflächentemperatur von rund 7000 Kelvin ist etwas höher als jene der Sonne. Ihr Durchmesser beträgt etwa 1,9 Sonnendurchmesser. Ihr nur wenig kleinerer Begleiter Ab verfügt über eine Masse von circa 1,5 Sonnenmassen; und beide Komponenten umkreisen ihren gemeinsamen Schwerpunkt auf elliptischen Orbits alle 3,75 Jahre.
Das mindestens 4000 Astronomische Einheiten bzw. 0,06 Lichtjahre vom primären Paar Aa, Ab entfernte sekundäre Paar BC trägt auch die Bezeichnung μ2 Boo. Von der Erde aus gesehen waren seine beiden Komponenten im Jahr 2023 circa 2,3 Bogensekunden voneinander entfernt. Die  7,09m helle Komponente B ist ein gelblicher Hauptreihenstern der Spektralklasse F9 V und besitzt eine Oberflächentemperatur von etwa 6000 Kelvin sowie eine Masse von 1,24 Sonnenmassen. Ihr Durchmesser wird auf etwa 1,23 Sonnendurchmesser geschätzt. Ihr mit 7,63m etwas schwächer erscheinender Begleitstern C der Spektralklasse G0 V ist sehr sonnenähnlich; er ist an seiner Oberfläche 5900 Kelvin heiß und besitzt circa 1,05 Sonnenmassen. Die beiden Komponenten umlaufen ihren gemeinsamen Schwerpunkt alle 265 Jahre.
Wenn die beiden weit voneinander getrennten Doppelsterne Aa, Ab und B, C gravitativ aneinander gebunden sind, würde ihre Umlaufszeit umeinander mindestens 125.000 Jahre betragen. Da die Komponenten B, C jedoch eine andere chemische Zusammensetzung als das Paar Aa, Ab besitzen, könnte es sich hier stattdessen um eine nahe Begegnung zweier voneinander unabhängiger Doppelsterne handeln.